# 大砲與小惡魔
《大砲與小惡魔》（法語：Grizzy et les Lemmings）是一部法國由法國電視台、卡通頻道、迴旋鏢 Boomerang 頻道參與製作的喜劇卡通動畫片。
最初開播是在迴旋鏢 Boomerang 頻道，後也在卡通頻道播出。
台灣卡通頻道在「肥貓鬥小強 爆笑配音版」取得成功後，2018年台灣開播的大砲與小惡魔時，再度邀請曹冀魯和魯蛋叔叔聲創工作室創作腳本，重新製作成「配音版」。
台灣公共電視則是向原製作商購買版權並在2019年於公視主頻播出。

## 角色

### 主角
- 大砲（Grizzy）：一隻擬人化的棕熊，身高約兩公尺（6英尺6英寸）。他戴著一個綠色的墜子盒和一雙屬於管理員的涼鞋。住在國家公園管理員的小木屋裡。他除了睡在沙發上、喜歡看電視、吃塗有榛果醬（類似能多益Nutella的巧克力醬）的鮭魚之外，什麼也不做。唯一阻礙他生活的就是小惡魔，每集都會對大砲惡作劇。因此大砲不喜歡他們，也不願意與他們分享任何東西。
- 小惡魔（Lemmings）：一隻擬人化的旅鼠，有著淡藍色毛髮的身體，肚子的毛髮呈雪白色，動畫從沒有明說他們實際數量有多少（每集大概都有10隻以上）。與大砲住在同一棟木屋，算是大砲的室友，他們很喜歡開派對，每當大砲拿到新奇的東西，都會想搶過去玩，總是能搞出一堆破壞，也很常會對大砲惡作劇。跟大砲一樣愛吃榛果醬（類似能多益Nutella的巧克力醬），但也一樣因為討厭對方，而不願互相分享，也會為了爭奪吃的，而衝上馬路，飛車追逐。

### 配角
- 淑女（名字念法用台語發音）（She-Bear）：一隻擬人化的母棕熊，身高跟大砲差不多，都上戴著一朵小花。她是大砲的暗戀對象，但其實淑女對大砲一點興趣也沒有。每次大砲要向她告白，結果都因為小惡魔攪局，結果告白失敗，還把淑女氣走。
- 其他動物：森林裡還有一些其他動物、鳥類和昆蟲，但它們就只是普通的動物而已，很常出現在節目中有森林的場景。

馴鹿：很常出現在節目中。大砲和小惡魔在馬路上演追逐戲碼時，常用它們。且牠們喜歡吃胡蘿蔔，所以有時候小惡魔會把胡蘿蔔掛在馴鹿眼前，把牠當交通工具一樣的玩。偶爾也會目睹大砲與小惡魔互鬥結果兩敗俱傷，而自己成為最後獲利者。
公雞：頭腦簡單，一樣常被小惡魔當成交通工具。
- 國家公園管理員：他是大砲和小惡魔等所有動物生活的國家公園的管理員，他是本劇唯一出現的人類，從未在節目中露臉，只有在某集大砲的回憶中，有現身過，但畫面也沒有他脖子以上的畫面。

## 外部連結
- 卡通頻道亞洲版 YouTube 頻道｜Cartoon Network Asia YouTube Channel （页面存档备份，存于）
- 卡通頻道亞洲官方網站｜Cartoon Network Asia Website （页面存档备份，存于）
- 大砲與小惡魔 英文版官方 YouTube 頻道｜Grizzy & les Lemmings YouTube Channel （页面存档备份，存于）
- 迴旋鏢 Boomerang 英國版官方網站 （页面存档备份，存于）
- 大砲與小惡魔｜迴旋鏢 Boomerang 英國版網站 （页面存档备份，存于）